# Tetragnatha nigricans
Tetragnatha nigricans là một loài nhện trong họ Tetragnathidae.
Loài này thuộc chi Tetragnatha. Tetragnatha nigricans được miêu tả năm 1917 bởi Dalmas.